# Friedrich Gottlieb Bartling
Friedrich Gottlieb Bartling (Hanover, 9 de diciembre de 1798 – id, 20 de noviembre de 1875) fue un botánico alemán.
Estudió Historia natural en la Universidad de Gotinga. En 1818 visitó Hungría y Croacia en sus expediciones botánicas. En 1822 asumió la función de privatdozent, en 1836 como profesor y en 1837, como director del Jardín Botánico de la Universidad Georg August de Göttingen.

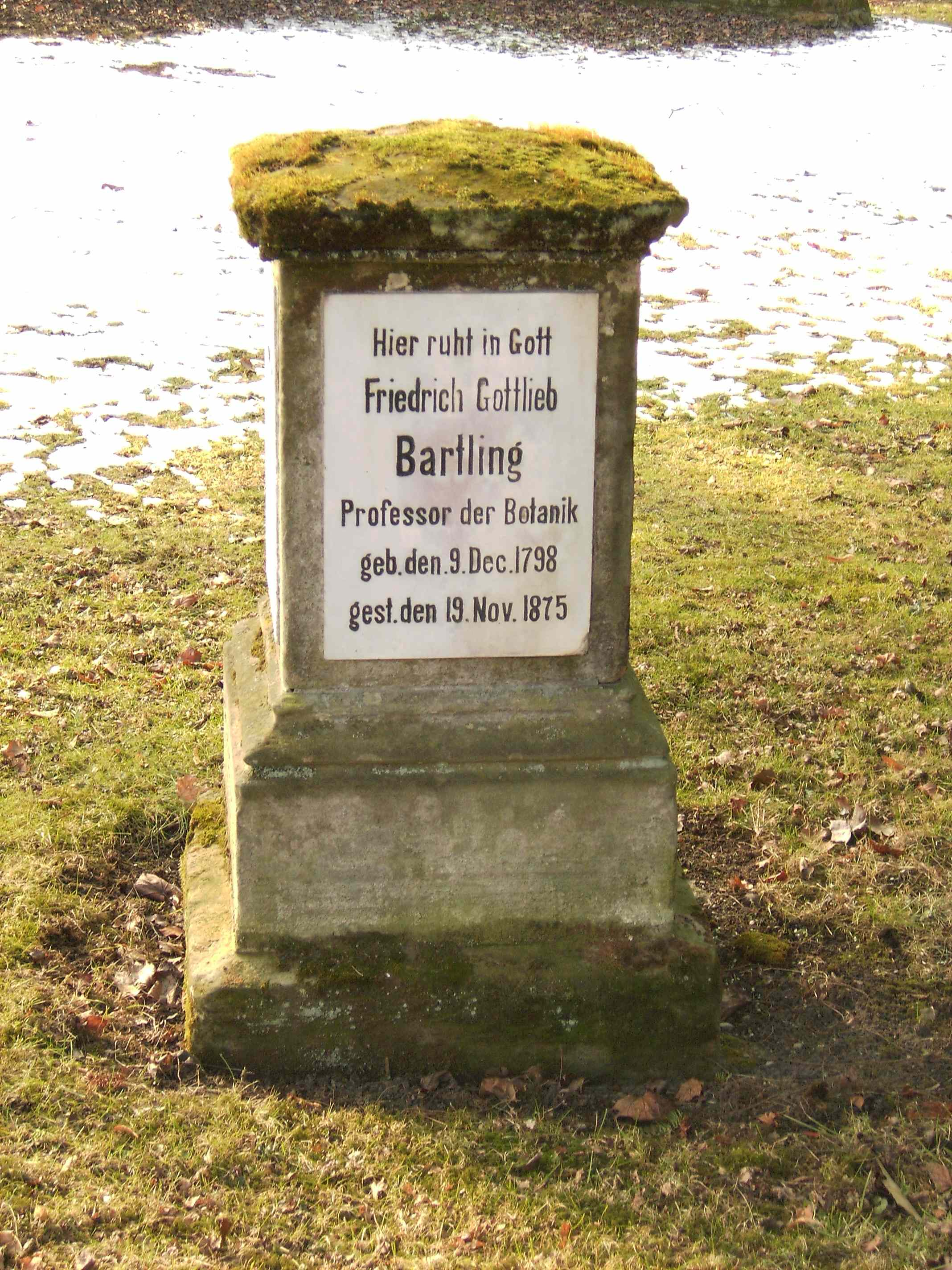
Tumba de Friedrich Gottlieb Bartling, en Göttingen.

## Obra
- De litoribus ac insulis maris Liburnici (1820)
- Ordines naturales plantarum (1830)
- Flora der österreichischen Küstenländer (1825)
- Con Georg Ernst Ludwig Hampe (1795-1880) Vegetabilia cellularia in Germania septentrionale praesertim in Hercynia et in agro Gottingensi (1834 e 1836)

## Honores

### Epónimos
Género;
- (Fabaceae) Bartlingia Brongn. 1827[1]

Especies
- (Arecaceae) Nunnezharia bartlingiana (H.Wendl.) Kuntze[2]
- (Asteraceae) Hieracium bartlingii Scheele[3]
- (Lamiaceae) Chloanthes bartlingii Lehm.[4]
- (Linaceae) Linum bartlingii Eckl. & Zeyh.[5]
- (Rubiaceae) Bancalus bartlingii Kuntze[6]
- (Rubiaceae) Hedyotis bartlingii Merr.[7]
- (Rubiaceae) Ixora bartlingii Elmer[8]
- (Rubiaceae) Sarcocephalus bartlingii (DC.) Miq.[9]
- (Rubiaceae) Tarenna bartlingii Bremek.[10]
- (Rutaceae) Agathosma bartlingiana Eckl. & Zeyh.[11]
- (Scrophulariaceae) Orobanche bartlingii Griseb.[12]

- La abreviatura «Bartl.» se emplea para indicar a Friedrich Gottlieb Bartling como autoridad en la descripción y clasificación científica de los vegetales.[13]